# Jillian Lee Dempsey
Jillian Lee Dempsey es una química inorgánica estadounidense de la Universidad de Carolina del Norte en Chapel Hill.   

## Carrera
Su trabajo se centra en la transferencia de electrones acoplados a protones, los eventos de transferencia de carga y los puntos cuánticos.  Recibió numerosos premios como estrella de la química en ascenso, entre ellos, más recientemente, una beca de investigación Alfred P. Sloan 2016 y uno del Programa de investigación para jóvenes investigadores (YIP) de la Fuerza Aérea 2016.  Antes de trabajar en la Universidad de Carolina del Norte en Chapel Hill, fue investigadora postdoctoral en el laboratorio de Daniel R. Gamelin en la Universidad de Washington.

## Premios
- 2017- Noticias de Ingeniería y Química 12 talentos[5]
- 2016 - Beca de investigación Alfred P. Sloan[2]
- 2016 - Programa de investigación para jóvenes investigadores de la Fuerza Aérea (YIP)[3]
- 2015 - Packard Fellowship for Science and Engineering[6][7]
- 2015 - Premio NSF CAREER[8]